# STS-52
STS-52 byla třináctá mise raketoplánu Columbia. Celkem se jednalo o 50. misi raketoplánu do vesmíru.

## Posádka
- James D. Wetherbee (2) velitel
- Michael A. Baker (2) pilot
- Charles L. Veach (2) letový specialista 1
- William M. Shepherd (3) letový specialista 2
- Tamara E. Jerniganová (2) letový specialista 3
- Steven G. MacLean (1) specialista pro užitečné zatížení

V závorkách je uvedený dosavadní počet letů do vesmíru včetně této mise.